# Ciao amore, ciao
Singles par Luigi Tenco
Lontano, lontano
(1966) Quando
(1967)
Singles par Dalida
Bang Bang
(1966) Les Grilles de ma maison
(1967)
Ciao amore, ciao est une chanson italienne écrite et composée par Luigi Tenco en 1967.
Le single sort en début d'année, en français, en italien et en allemand. Il connaît un succès un peu partout dans le monde comme en France, au Canada ou en Italie.

## Festival de Sanremo
Le titre sera interprété lors de la 17e édition du festival de Sanremo en 1967 par le chanteur et Dalida, sa compagne à l'époque.
Tenco est l'auteur qui monte dans la nouvelle scène italienne, Dalida est une star confirmée en France : tout est formaté pour assurer les meilleures ventes du morceau des deux côtés des Alpes. Mais la soirée ne se passe pas comme prévu. Le chanteur, qui a abusé de l'alcool et des tranquillisants, délivre une prestation poussive. Celle de Dalida, très applaudie, ne parvient pas à sauver le duo qui est éliminé dès le premier tour du concours.
Luigi Tenco se suicide quelques heures après dans sa chambre d'hôtel. Après avoir elle-même découvert le corps de son compagnon, Dalida tentera à son tour de se suicider un mois plus tard à Paris.
Dalida fera connaître la chanson, la gardant dans son répertoire tout au long de sa carrière. Elle sera ensuite reprise par plusieurs chanteurs comme Steven Brown, Gianna Nannini ou Giuni Russo. Renato Zero l'interprète à Sanremo en 2007 dans un pot-pourri en hommage à Luigi Tenco.

## Classement
| Classements de Dalida (1967) | Meilleure position |
| ---------------------------- | ------------------ |
| Italie                       | 5                  |
| France                       | 10                 |
| Wallonie                     | 24                 |
| Argentine                    | 9                  |
| Turquie                      | 12                 |